# ユニモジュラ多項式行列
数学において、ユニモジュラ多項式行列（ユニモジュラたこうしきぎょうれつ、英: unimodular polynomial matrix）とは、多項式行列であるような逆行列が存在する正方多項式行列のことを言う。また同値な定義であるが、ある多項式行列 A がユニモジュラであるとは、その行列式 det(A) が非ゼロの定数であることを言う。